# Resolutie 523 Veiligheidsraad Verenigde Naties
Resolutie 523 van de Veiligheidsraad van de Verenigde Naties werd  aangenomen op de 2400e vergadering van de Raad, op 18 oktober 1982. De stemming verliep met dertien stemmen voor, geen tegen en twee onthoudingen, door Polen en de Sovjet-Unie.

## Achtergrond
Begin juni 1982 viel Israël, ter vergelding van een poging tot moord op zijn ambassadeur Shlomo Argov in Londen, de Palestijnse PLO aan in Beiroet. Laatstgenoemde reageerde met beschietingen op Israël, waarna Israël Libanon binnenviel. Daarop volgde een wekenlange oorlog die tienduizenden doden eiste.

## Inhoud
De Veiligheidsraad:
- Heeft de verklaring van Libanon gehoord.
- Herinnert aan de resoluties 425, 426 en 519.
- Herbevestigt de resoluties 508 en 509.
- Heeft het rapport van de secretaris-generaal bestudeerd.

1. Beslist het mandaat van UNIFIL met drie maanden te verlengen, tot 19 januari 1983.
2. Dringt erop aan dat er geen bemoeienissen zijn met de operaties van de macht en dat ze volledige bewegingsvrijheid heeft.
3. Machtigt de macht om gedurende die periode de tijdelijke taken die haar zijn toegewezen in paragraaf °2 van resolutie 511 te blijven uitvoeren.
4. Vraagt de secretaris-generaal binnen die drie maanden samen te zitten met de Libanese overheid en te rapporteren over manieren om de uitvoer van het mandaat te verzekeren.
5. Vraagt de secretaris-generaal te rapporteren over de vooruitgang van zijn consultaties.

## Verwante resoluties
- Resolutie 520 Veiligheidsraad Verenigde Naties
- Resolutie 521 Veiligheidsraad Verenigde Naties
- Resolutie 524 Veiligheidsraad Verenigde Naties
- Resolutie 529 Veiligheidsraad Verenigde Naties

Lijst ·  500 ·  501 ·  502 ·  503 ·  504 ·  505 ·  506 ·  507 ·  508 ·  509 ·  510 ·  511 ·  512 ·  513 ·  514 ·  515 ·  516 ·  517 ·  518 ·  519 ·  520 ·  521 ·  522 ·  523 ·  524 ·  525 ·  526 ·  527 ·  528